# 宋賓王
宋賓王，字越功，浙江餘姚縣人。明末清初政治人物。崇禎解元。

## 生平
崇祯十二年（1639年）己卯科中式解元，明亡後仕清，官直隶房山县知县。